# Warblade
Warblade – komputerowa gra akcji wyprodukowana na platformy Microsoft Windows, OS X oraz iPhone przez Edgara M. Vigdala w 2003 roku. Warblade to dwuwymiarowa strzelanka kosmiczna. Co cztery poziomy można skorzystać z usług sklepu w celu ulepszenia swojego statku kosmicznego. Można także zdobywać punkty i bonusy takie jak: pieniądze, czas, strzały, liczbę nabojów.
W produkcji była druga część gry sfinansowana przy pomocy crowdfundingu – Warblade MK II. Jednakże z powodu śmierci jej twórcy 1 kwietnia 2015 roku, los gry przez jakiś czas pozostawał niejasny. 13 lipca tego samego roku w jednym z komentarzy na stronie projektu na Facebooku, została podana informacja, iż projekt nie będzie kontynuowany.